# Hakenblattgewächse
Die Hakenblattgewächse (Dioncophyllaceae) sind eine Familie aus der Ordnung der Nelkenartigen (Caryophyllales) mit drei monotypischen Gattungen. Die Familie ist fossil bereits aus dem Eozän belegt.

## Beschreibung
Alle Arten sind große, weichholzige Lianen und klettern mittels gegabelten Haken, die an der Spitze der Mittelrippe des Blattes entspringen. Die Hakenblätter sind durch ihre (fakultative) Karnivorie bemerkenswert. Die parallelnervigen Rosettenblätter sind lang. Die Pflanzen sind zwittrig und bilden Kapselfrüchte. Ihre Samen keimen kryptokotylar. Die Chromosomenzahl ist 2n = 36.

## Verbreitung
Die Familie ist in den Tieflandregenwäldern Westafrikas beheimatet, wo sie nährstoffarme Böden besiedelt.

## Systematik
Seit ihrer Entdeckung war die systematische Position der Hakenblattgewächse umstritten, erst neuere genetische Untersuchungen (die durch biochemische Untersuchungen gestützt wurden) platzierten sie als Mitglied der Nelkenartigen, als Schwestergruppe der Ancistrocladaceae und eng verwandt mit den (monogenerischen) Taublattgewächsen.
Die Hakenblattgewächse umfassen drei Gattungen mit je einer Art:
- Dioncophyllum Airy Shaw
  - Dioncophyllum thollonii Baill.
- Habropetalum Airy Shaw
  - Habropetalum dawei (Hutch, & Dalziel) Airy Shaw
- Triphyophyllum Airy Shaw
  - Hakenblatt (Triphyophyllum peltatum (Hutch. & Dalziel) Airy Shaw)